# Philly Joe's Beat
Philly Joe's Beat è un album di Philly Joe Jones, pubblicato dalla Atlantic Records nel 1960. Il disco fu registrato il 20 maggio 1960 all' "Atlantic Recording Studios" di New York City. Nel 1999 la Collectables Records pubblicò su un unico CD "Philly Joe's Beat" e "Philly Joe & Elvin Jones Together!" assieme.

## Tracce
Lato A
1. Salt Peanuts – 5:59 (Kenny Clarke, Dizzy Gillespie)
2. Muse Rapture – 11:51 (John Hines)
3. Dear Old Stockholm – 15:01 (Brano tradizionale)

Lato B
1. Two Bass Hit – 6:12 (Dizzy Gillespie, John Lewis)
2. Lori – 5:59 (Jimmy Garrison)
3. Got to Take Another Chance – 5:32 (Philly Joe Jones)
4. That's Earl Brother – 4:32 (Ray Brown, Gil Fuller, Walter Fuller, Dizzy Gillespie)

## Musicisti
Philly Joe Jones Quintet
- Philly Joe Jones  - batteria
- Mike Downs  - cornetta
- Bill Barron  - sassofono tenore
- Walter Davis Jr.  - pianoforte
- Paul Chambers  - contrabbasso